# 圖拉角
60°43′S 45°40′W / 60.717°S 45.667°W
圖拉角（英語：Thulla Point），是南極洲的海岬，位於南奧克尼群島的西格尼島，處於耶布森角西岸，在1933年由英國研究隊繪入地圖，在1954年由英國南極名稱諮詢委員會命名，現時由南極條約體系管理。